# George Arnott Walker Arnott
George Arnott Walker Arnott (Edimburgo, 6 febbraio 1799 – Glasgow, 17 giugno 1868) è stato un botanico scozzese.

## Biografia
Studiò legge a Edimburgo e conseguì il Master of Arts presso l'università; ma più tardi diventò un botanico. Studiò botanica in Nord America con Sir William Hooker e hcollaborò con Robert Wight in studi botanici in India.
Lavorò a Parigi dal 1821. Sposò Mary Hay Barclay nel 1831, con tre figli e cinque figlie. Fu l'assistente di Hooker negli studi di campioni raccolti durante il viaggio del HMS Blossom comandato da Frederick W. Beechey (1796-1856). Dal 1839 fu assistente di Hooker a Glasgow e ottenne, nel 1845, la Royal Chair of Botany presso l'Università di Glasgow.
Collaborò alla stesura di illustrazioni di botanica indiana e di Prodomus floræ peninsulæ indiæ orientalis, e ancora con Hooker nella sesta edizione di Flora britannica (1850).

## Pubblicazioni
- Disposition méthodique des espèces de mousses, 1825
- Tentamen methodi muscorum (con Robert Kaye Greville), 1826
- The botany of Captain Beechey's voyage, 1830–1841 (con William Jackson Hooker)
- Prodromus florae peninulae Indiae orientalis (con Robert Wight), 1834

## Eponimi
Genere
- (Orchidaceae) Arnottia A.Rich.[1]

Specie

- (Asclepiadaceae) Anisotoma arnottii Benth. & Hook.f.[2]

- (Asclepiadaceae) Brachystelma arnottii Baker[3]

- (Fabaceae) Indigofera arnottii (Kuntze) Peter G.Wilson[4]

- (Malvaceae) Hibiscus arnottii Griff. ex Mast[5]

- (Solanaceae) Sclerophylax arnottii Miers[6]

- (Woodsiaceae) Athyrium arnottii Milde[7]